# Charles-Henri Émile Blanchard
Pour les articles homonymes, voir Blanchard.
 (mai 2014).
Si vous disposez d'ouvrages ou d'articles de référence ou si vous connaissez des sites web de qualité traitant du thème abordé ici, merci de compléter l'article en donnant les références utiles à sa vérifiabilité et en les liant à la section « Notes et références ».
Charles-Henri Émile Blanchard, né le 1er septembre 1810 à Saint-Girons (Ariège) et mort le 30 avril 1890 à Mauzac (Haute-Garonne), est un peintre français.

## Biographie
Émile Charles Henri Blanchard est le fils du critique musical, compositeur et écrivain Henri-Louis Blanchard (1787-1858), et de Marie-Claire Domence (morte en 1830).
Atteint d'une grave surdité dès l'enfance, il travaille à la création de fresques et de tableaux pour les églises.
En 1846, Blanchard visite et peint la Normandie, la Bretagne et la Champagne. En 1848, il projette un voyage en Italie mais on ne sait pas s'il le réalisa. Installé à Paris, il demeure au 13 bis rue de Londres. En septembre 1851, il part travailler à Londres. Après 1850, il s'installe dans son château de Mauzac (Haute-Garonne) où il meurt le 30 avril 1890 des suites d'une attaque d'apoplexie. Il repose au cimetière de Mauzac. Non marié et sans enfant, sa succession revient à sa sœur Elisa, mariée à Joseph Alpy.

## Collections publiques
- La Crucifixion (1831), huile sur toile d'après le tableau de Rubens conservé au musée des Augustins de Toulouse[2], Nègrepelisse (Tarn-et-Garonne), église de Saint-Pierre-ès-liens.